# 山村学园短期大学
山村学园短期大学（日语：／ Yamamura Gakuen Tankidaigaku *），简称山短，是一所位于日本埼玉县比企郡鸠山町的私立短期大学。

## 概要

### 简介
- 源流成立于1922年。短期大学为于1989年开办[2]、由学校法人山村学园经营。为男女同校从2002年。

### 历史
- 1989年 山村女子短期大学成立并同时设置一个学科即国际文化科[2]。
- 2002年 改校名为山村学园短期大学[2]、开始招収男学生。保育学科成立、国际文化科改编为传播学科。
- 2012年 传播学科改编为职业交流学科[注 1][3]。

### 宪章
- 请参看山村学园短期大学的标志 （页面存档备份，存于） （日語） 2014年2月25日阅览。

## 学校环境
- 校区：在埼玉县比企郡鸠山町

## 历任校长
- 山村健：第一代短期大学校长[4]。
- 野口一夫：现在短期大学校长[5]

## 组织

### 学科
- 保育学科
- 职业交流学科[注 1]

### 专科
| - 没有 |

### 业余课程
| - 没有 |

### 附属机关
| - 儿童教育中心 |

## 相关链接
- 日本短期大学列表